# Živogošće

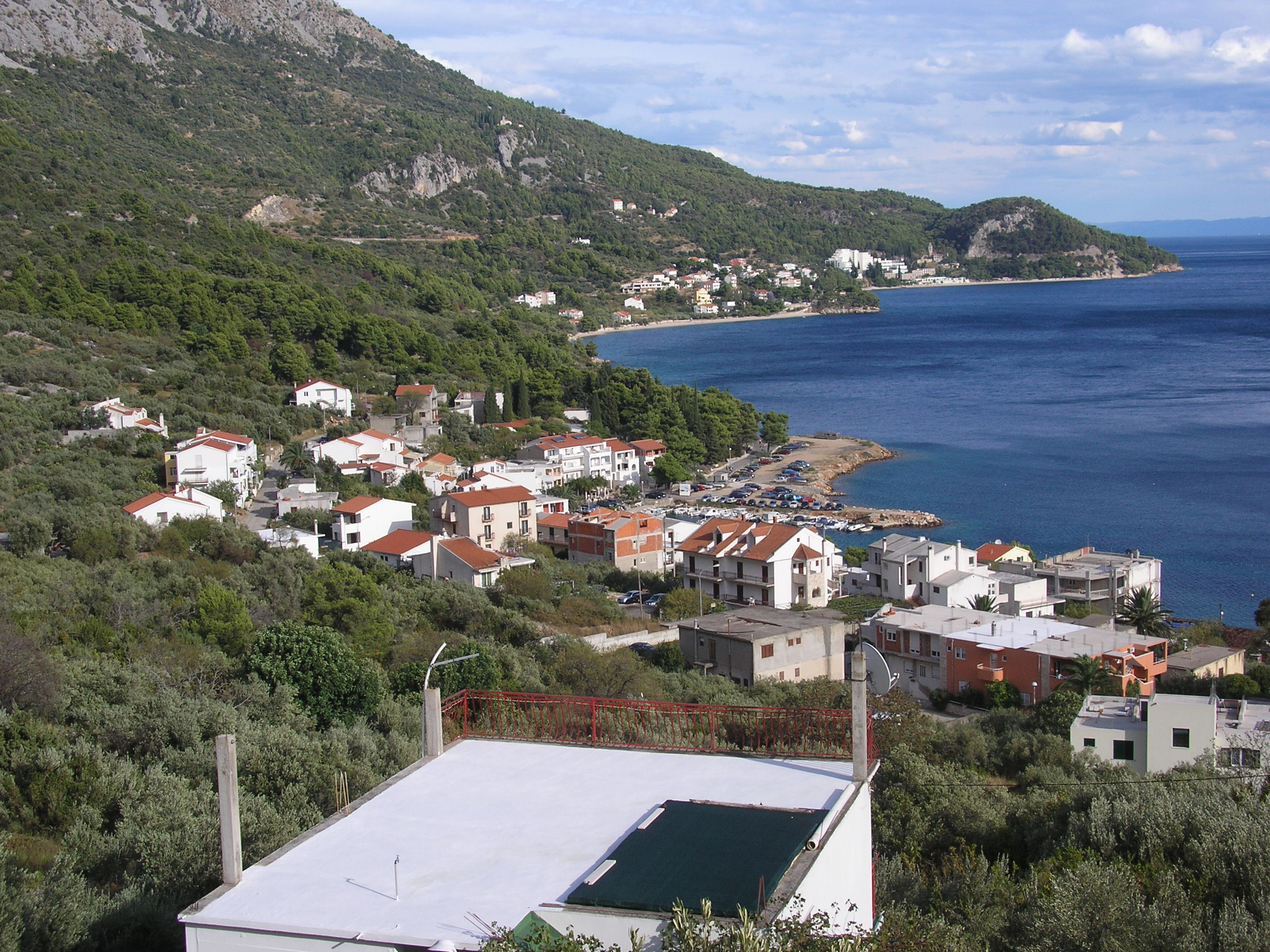
En del av staden.

Živogošće (italienska Svogoschia) är en turistort vid dalmatiska kusten i Kroatien. Den ligger mellan städerna Makarska och Drvenik.